# Спаркс (Невада)
Спаркс (на английски: Sparks) е град в щата Невада, САЩ. Спаркс е с население от 100 888 жители (по приблизителна оценка от 2017 г.) и обща площ от 62,10 км² (24 мили²). Намира се на 1225 м (4413 фута) надморска височина. Кръстен е на Джон Спаркс, един от губернаторите на Невада. Спаркс в превод от английски означава „искри“. Спаркс се намира непосредствено до град Рино.